# Sint-Antoniuskapel (Venray)

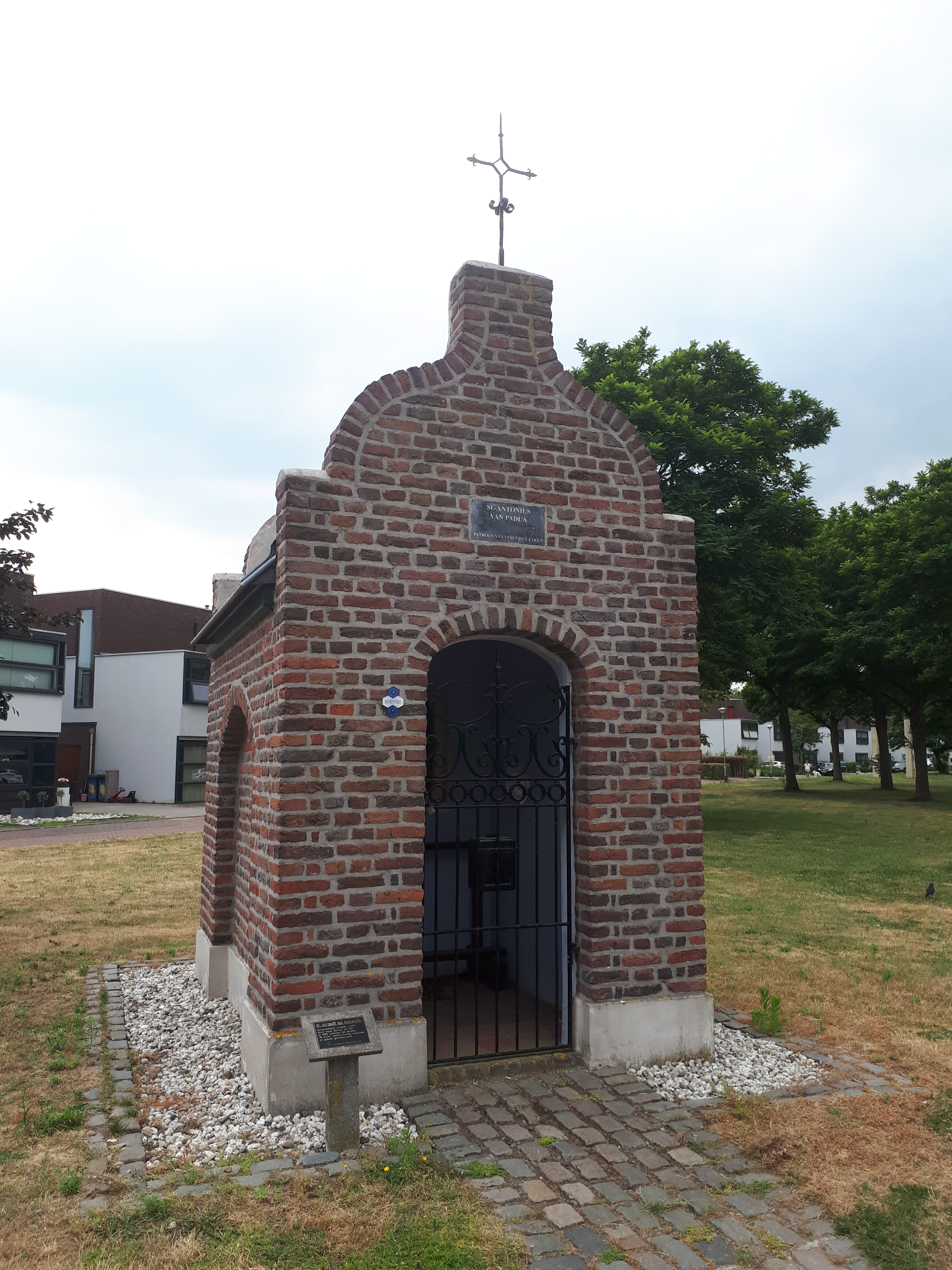
Sint-Antoniuskapel

De Sint-Antoniuskapel is een kapel in de wijk Sint Antoniusveld in Venray in de Nederlands Noord-Limburgse gemeente Venray. De kapel staat op een grasveld aan de Stationsweg, de weg naar Oostrum, bij de splitsing met de straat Klaproos, vlak bij de Wilhelmina Druckerstraat en de St.-Antoniusveldweg.
De kapel is gewijd aan Antonius van Padua.

## Geschiedenis
In ongeveer 1650 werd de kapel gebouwd.
In 1715 werd er een nieuwe versie van de kapel gebouwd.
Op 21 januari 1970 werd de kapel ingeschreven in het rijksmonumentenregister.
In 2005 werd de kapel 30 meter verplaatst om ruimte te maken voor het verkeer en tevens werd de kapel toen gerestaureerd.

## Bouwwerk
De bakstenen kapel is gebouwd op een rechthoekig plattegrond met een gecementeerde plint. De frontgevel en achtergevel zijn een gezwenkte gevel met tussen de twee gevels een zadeldak met leien. Op de top van de frontgevel is een smeedijzeren kruis aangebracht en boven de ingang is een hardsteen ingemetseld waarin de naam van de kapel gegraveerd staat. De ingang heeft een korfboog en wordt afgesloten door een hek van siersmeedwerk. De zijgevels bevatten elk een blinde boog waarbij de rechter gevel voorzien is van een rond venster.

St.-ANTONIUS
VAN PADUA
PATROON VAN VERLOREN ZAKEN
— Tekst in hardsteen boven de ingang

Van binnen is de kapel wit gepleisterd. In de achterwand is er een vierkante nis aangebracht die wordt afgesloten door vier dikke tralies. In de nis staat een beeld van de heilige Anthonius van Padua die in zijn handen het kindje Jezus draagt.